# Comté de Lewis (Virginie-Occidentale)
Pour les articles homonymes, voir Lewis et Comté de Lewis.
Le comté de Lewis est un comté des États-Unis situé dans l’État de Virginie-Occidentale. En 2000, la population était de 16 919 habitants. Son siège est Weston.

## Principales villes
- Jane Lew
- Weston